# Zygmunt Kurnatowski (1858–1936)
Zygmunt Ignacy Kurnatowski h. Łodzia (ur. 13 sierpnia 1858 w Pożarowie, zm. 7 października 1936 w Gościeszynie) – polski ziemianin i działacz gospodarczy.

## Życiorys
Urodził się w 13 sierpnia 1858 w Pożarowie, w rodzinie Stanisława Kurnatowskiego h. Łodzia (1823–1912) i Eleonory hr. Potworowskiej h. Dębno (1837–1897). Był bratem Marii (1857–1935), Edwarda (1860–1930), Franciszki (1862–1913), Anny (1865–1911) i Stanisława (1871–1965). Studiował prawo na uniwersytetach w Krakowie i Bonn. W 1891 objął majątek w Starej Przysiece. Po zawarciu związku małżeńskiego z Marią Mielżyńską osiadł w Gościeszynie, gdzie stworzył wzorowe gospodarstwo hodowlane, nasienne oraz leśne. Cesarz Wilhelm II nadał mu tytuł szambelana, a papież Leon XIII mianował go hrabią rzymskim. Wspierał materialnie powstańców wielkopolskich.
W Gościeszynie stworzył największą w Polsce międzywojennej szkółkę drzew leśnych i alejowych. Zmarł tamże i został pochowany w rodzinnej kaplicy.

## Ordery i odznaczenia
- Złoty Krzyż Zasługi (12 kwietnia 1927)[3][1]
- Medal Niepodległości[1]

## Życie prywatne
27 kwietnia 1892 ożenił się z hrabianką Marią Seweryną hr. Mielżyńską h. Nowina (1869–1925), córką hrabiego Józefa Mielżyńskiego (1824–1900). Mieli cztery córki i sześciu synów. Ich synami byli m.in. Zygmunt Kurnatowski-Mielżyński i Andrzej Kurnatowski - ostatni właściciel majątków Kotowo i Woźniki.